# Полк усиления (Шри-Ланка)
Полк усиления (англ. Reinforcement Regiment, RTF) Армии Шри-Ланки является оперативным бронетанковым или пехотным полком. Они были созданы для поддержки быстрого расширения армии во время Гражданской войны.
Кроме усиленных полков создавались и усиленные батальоны.